# Літківська сільська рада (Броварський район)
Літківська сільська рада — орган місцевого самоврядування у Броварському районі Київської області з адміністративним центром у с. Літки.

## Загальні відомості
Історична дата утворення: в 1918 році. Водоймища на території, підпорядкованій даній раді: річки Десна, Любич.
Загальна площа землі в адмінмежах Літківської сільської ради — 4856,5 га.
Адреса 07411, Київська обл., Броварський р-н, с. Літки, вул. Шевченка, 63.

## Населені пункти
Сільській раді підпорядковані населені пункти:
- с. Літки

## Склад ради
Рада складається з 14 депутатів та голови.
- Голова ради: Андріяш Ігор Григорович
- Секретар ради: Тисячна Юлія Василівна

Примітка: за даними джерел 

### Сільські голови
| ПІБ                     | Основні відомості                                                                      | Дата обрання | Дата звільнення |
| ----------------------- | -------------------------------------------------------------------------------------- | ------------ | --------------- |
| Пінчук Лідія Аркадіївна | Сільський голова, 1955 року народження, освіта, Всеукраїнське об'єднання «Батьківщина» | 26.03.2006   | 31.10.2010      |
| Сивуха Ольга Борисівна  | Сільський голова, 1962 року народження, освіта вища, позапартійна                      | 31.10.2010   | 25.10.2015      |
| Андріяш Ігор Григорович | Сільський голова, 1974 року народження, освіта вища, позапартійний                     | 26.10.2015   |                 |

Примітка: таблиця складена за даними джерела